# Hans Lüdemann
Hans Lüdemann (* 14. September 1961 in Hamburg) ist ein deutscher Jazzpianist.

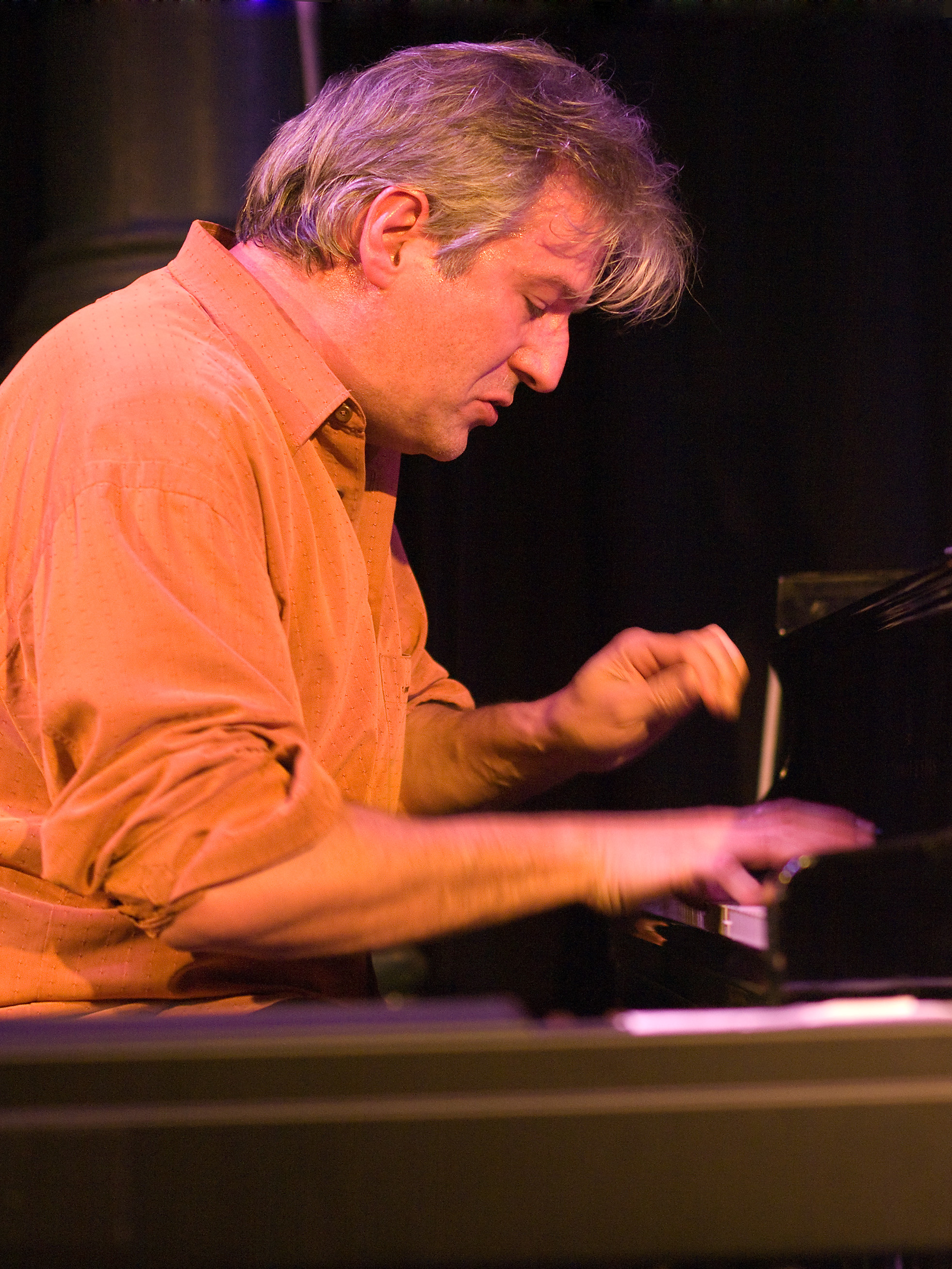
Hans Lüdemann (2010)

## Leben und Wirken
Lüdemann studierte 1980 bis 1982 klassisches Klavier am Hamburger Konservatorium und hatte zugleich Jazzunterricht bei Joachim Kühn, Jasper van’t Hof und Walter Norris. Von 1982 bis 1988 studierte er Jazzklavier an der Musikhochschule Köln bei Frank Wunsch, Rainer Brüninghaus, Manfred Schoof und Jiggs Whigham. Von 1985 bis 1986 hatte er am Banff Centre in Kanada Unterricht bei Richard Beirach, Anthony Davis, Muhal Richard Abrams, Steve Coleman, Dave Holland und Tōru Takemitsu.

Hans Lüdemann am 20. Juni 2007 live im Loft (Köln)

Zwischen 1983 und 1993 arbeitete Lüdemann in Köln in verschiedenen Projekten mit Roger Hanschel und Rainer Linke. Seit 1985 arbeitete er mehrfach mit dem Jazzensemble des Hessischen Rundfunks. 1986 unternahm er mit Eberhard Weber, Jan Garbarek und Ralf Hübner eine Asientournee im Auftrag des Goethe-Instituts. Seit 1988 trat er auch häufig mit dem Duo und Quartett von Heinz Sauer auf. 1993 spielte er eine CD im Duo mit Paul Bley ein. Auch war er Mitglied von Angelika Niesciers Quartett sublim.
Bereits 1990 gründete er die Gruppe Rism, die in unterschiedlichen Größen vom Trio bis zum Septett (mit Marc Ducret, Hartmut Kracht, Dré Pallemaerts, Mark Feldman, Reiner Winterschladen und Hayden Chisholm auftrat) und mit der er mehrere CDs einspielte. In seinem seit 2007 bestehenden Trio Rooms spielt er mit Dejan Terzic und Sébastien Boisseau.
Zwei Afrikareisen legten den Grund für seine Beschäftigung mit afrikanischer Musik, aus der ein Duo-Programm mit dem gambischen Musiker Tata Dindin 1999 ebenso hervorging wie das im gleichen Jahr mit Aly Keïta und Steve Argüelles gegründete Trio Ivoire (in dem mittlerweile nach Chander Sardjoe Christian Thomé den Platz am Schlagzeug übernommen hat). Seit Ende der 1990er Jahre absolvierte er mehrere Solotourneen mit dem Projekt the natural piano.
Neben Werken für Jazzensembles komponierte Lüdemann auch das Orchesterwerk Geschichte 2 (1988), den Gesangszyklus Verloren ins weite Blau (1994) sowie kammermusikalische Werke, darunter das Streichquartett Mweya (2001). Von 1993 bis 2008 war er Dozent für Jazz-Klavier und Ensemble an der Hochschule für Musik Köln; 2009/2010 war er als Cornell Visiting Professor am nordamerikanischen Swarthmore College. Zwischen 2000 und 2004 leitete er künstlerisch das Festivals JazzArt in Bonn/Köln/Düsseldorf/Duisburg. Die CD-Box die kunst des trios 1-5, 2012 bei BMC Records erschienen, erhielt den ECHO Jazz 2013 für die „editorische Leistung des Jahres“. Es handelt sich um den Mitschnitt von fünf Konzerten aus dem Loft (Köln), die zwischen März 2007 und September 2008 stattgefunden haben und unterschiedliche Klaviertrios um Lüdemann dokumentieren.

## Diskographische Hinweise
- Nana Schwarze Nana (JazzHausMusik, 1985, mit Roger Hanschel, Rainer Linke, Klaus Mages)
- Blau Frontal, 1989 (JazzHausMusik, 1989, mit Roger Hanschel, Rainer Linke)
- Rism Aph-o-Rism's (JazzHausMusik, 1991, mit Hartmut Kracht, Marc Lehan)
- Rism UnitaRISM (JazzHausMusik, 1994)
- Hans Lüdemann & Paul Bley Moving Hearts (ITM, 1994)
- The natural piano (JazzHausMusik, 1995 – solo)
- RISM 7 FutuRISM (JazzHausMusik, 1998)
- Hans Lüdemann & Tata Dindin Piano meets Kora – African Dialogues (RISM, 1999)
- Hans Lüdemann & Reiner Winterschladen Mysterious Call (Konnex 2001)
- Trio Ivoire (Enja, 2002)
- Hans Lüdemann & Tata Dindin Kano (NRW Jazz 2005)
- Between the Keys (RISM 2009 – solo)
- Trio Ivoire featuring Chiwoniso Across the Oceans (Enja, 2009)
- Lüdemann – Boisseau – Terzic Rooms (BMC Records 2010)
- Hans Lüdemann: die kunst des trios.  (rec. 2007–2008). Kunststiftung / NRW. 5 CDs. 2012 bei BMC Records.
- Trio Ivoire Timbuktu (Intuition Records 2014)
- Das reale Klavier: ein Kölner Konzert (BMC, 2015 – solo)
- TransEuropeExpress Ensemble: On the Edges 1 (BMC 2019, mit Yves Robert, Silke Eberhard, Alexandra Grimal, Ronny Graupe, Dejan Terzic, Majid Bekkas)[1]
- TransEuropeExpress Ensemble: On the Edges 2 (BMC 2023, mit Sofia Jernberg, Kalle Kalima)[2]
- TransEuropeExpress Ensemble: On the Edges 3 (BMC 2023, mit Rita Marcotulli, Luciano Biondini)[2]